# Foued Kadir
Foued Kadir (Martigues, 5 dicembre 1983) è un calciatore francese naturalizzato algerino, centrocampista dell'Istres.

## Carriera

### Nazionale
È stato inserito nella lista definitiva dei convocati della nazionale algerina per il campionato del mondo 2010.
Ha esordito internazionalmente il 28 maggio 2010 in amichevole contro l'Irlanda disputatasi a Dublino e terminata con la sconfitta degli algerini (0-3).